# 萨普卡亚
萨普卡亚（葡萄牙語：Sapucaia）是巴西里约热内卢州的一个市镇。总面积540.35平方公里，总人口17356人，人口密度32.1人/平方公里。